# Édouard Dammann
Édouard Dammann war ein französischer Ruderer.

## Biografie
Édouard Dammann startete bei den Olympischen Sommerspielen 1900 in Paris in der Einer-Regatta. Dort schied er als Dritter seines Viertelfinallaufs aus.